# Diocese de Lins
A Diocese de Lins (Dioecesis Linensis) é uma divisão territorial da Igreja Católica no estado de São Paulo. Sua sede é o município de Lins.

## História
Em 21 de junho de 1926 foi criada a Diocese de Cafelândia, pela bula do Papa Pio XI, a partir do desmembramento da Diocese de Botucatu. Em 27 de maio de 1950, porém, a sede da diocese foi transferida para o município de Lins, quando então recebeu a denominação atual. Dois anos depois cedeu parte de seu território para que fosse criada a Diocese de Marília. Em fevereiro de 1964 foi novamente desmembrada para que fosse criada a Diocese de Bauru, o que voltaria a se repetir trinta anos depois por ocasião da criação da Diocese de Araçatuba.

## Território
A diocese é formada por 23 municípios, sendo eles: Alto Alegre, Avanhandava, Balbinos, Barbosa, Braúna, Cafelândia, Clementina, Getulina, Glicério, Guaiçara, Guaimbê, Guarantã, Júlio Mesquita, Lins, Luiziânia, Penápolis, Pirajuí, Pongaí, Presidente Alves, Promissão, Reginópolis, Sabino e Uru.

## Bispos
|                 | Nome                                    | Período   | Notas                         |
| Bispos          | Bispos                                  | Bispos    | Bispos                        |
| --------------- | --------------------------------------- | --------- | ----------------------------- |
| 9º              | João Gilberto de Moura                  | 2024-     | Atual                         |
| 8º              | Francisco Carlos da Silva               | 2015–2024 | Nomeado Bispo de Jaú          |
| 7º              | Irineu Danelon, S.D.B.                  | 1987–2015 |                               |
| 6º              | Walter Bini, S.D.B.                     | 1984–1987 |                               |
| 5º              | Luiz Colussi                            | 1980–1983 | Nomeado Bispo de Caçador      |
| 4º              | Pedro Paulo Koop, MSC                   | 1964–1980 |                               |
| 3º              | Henrique Gelain                         | 1948–1964 | Nomeado Bispo de Vacaria      |
| 2º              | Henrique César Fernandes Mourão, S.D.B. | 1935–1945 |                               |
| 1º              | Ático Eusébio da Rocha                  | 1928–1935 | Nomeado Arcebispo de Curitiba |
| Bispo-coadjutor |                                         |           |                               |
|                 | Luiz Colussi                            | 1980–1980 |                               |